# Ferencvárosi TC női kosárlabda-szakosztály
1995-ben alakult meg az FTC női kosárlabda szakosztálya a megszűnő Tungsram SC szakosztályának átvételével. Az új csapat gyorsan felért a hazai szakma csúcsára, első évében megnyerte a magyar kupát, a következő szezonban pedig megnyerte a magyar bajnokság első osztályú küzdelmeit. A csapat egészen a 2000-ben történt megszűntéig komoly játékerőt képviselt a hazai élvonalban.
2009-ben újjáalakulásukat követően az NB I/B-ben (Női Amatőr Bajnokság) szerepeltek, aminek a döntőjébe bejutottak. 2010-től 2012-ig újra az NB I/A csoportjában játszottak, majd anyagi okok miatt 2012-ben ismét megszűnt a szakosztály.

## Története

### Újjáalakulás
2008-ban a Ferencvárosi Önkormányzat és a Nemzeti Torna Egylet segítségével sikerült felkarolni egy újabb kosaras fellegvár, a MAFC elveszett csapatainak ügyét. Az így létrejött NTE-Ferencváros névvel induló csapat - mely a Női Amatőr Bajnokságban (NB1/B) szerepelt - a 2009/2010-es szezonban már a FTC színeiben kezdte meg küzdelmeit és hívta újra életre a szakosztályt.

## Bajnoki helyezések az élvonalban
| Év        | Csapatnév       | Hely |
| --------- | --------------- | ---- |
| 1995–1996 | Ferencvárosi TC | 5.   |
| 1996–1997 | Ferencvárosi TC | 1.   |
| 1997–1998 | FTC-Diego       | 4.   |
| 1998–1999 | FTC-Diego       | 5.   |
| 1999–2000 | FTC-Diego       | 3.   |
| 2010–2011 | Nanette-FTC     | 6.   |
| 2011–2012 | Ferencvárosi TC | 5.   |

## Bajnokcsapat
Béres Tímea, Ujvári Eszter, Kosjár Katalin, Dénes Krisztina, Seres Éva, Farkas Andrea, Roczkov Viktória, Papp Krisztina, Hagara Zsuzsanna, Fekete Anett, Biró Anikó, Károlyi Andrea, Farkas Andrea, Török Szilvia. Edző: Tursics Sándor.